# 三重大学学芸学部附属高等学校
三重大学学芸学部附属高等学校（みえだいがくがくげいがくぶふぞくこうとうがっこう）は、三重県松阪市殿町に所在していた日本の国立高等学校である。1953年4月廃止。

## 概要
三重大学学芸学部の附属高等学校として設置され、農業科、家庭科の各定時制課程を置く男女共学校であった。修業年限は本科定時制は3年、別科は1年であった。男子部と女子部に分かれており、男子は農業科、女子は家庭科に属していた。授業は実習が多く、男子の場合、田植え、製茶をはじめ、伊勢菊などの栽培、植物・昆虫などの採集・分類、気象観測、旋盤の機械実習などがあり、女子の場合、被服関係、茶道、生花、調理実習などがあった。

## 沿革
当校の沿革は以下のとおり
- 1915年4月 飯南郡花岡村に飯南郡立農学校を創立[7]。
- 1922年4月 三重県立飯南農学校に移管[8]。
- 1934年4月 - 上記の学校を廃し、花岡町立高等公民学校を設置。
- 1945年4月 - 花岡町ほか外部4か村との組合立となり、東部青年学校に改組される。
- 1946年10月 - 三重青年師範学校附属青年学校に改組。
- 1948年4月 - 学制改革により附属青年学校を廃止し、三重青年師範学校附属高等学校を設置する。
- 1949年4月 - 三重大学の発足により三重大学三重青年師範学校附属高等学校に改称[9]。
- 1951年4月 - 三重青年師範学校の廃止により三重大学学芸学部附属高等学校に改称。
- 1953年4月 - 廃止[4]。

## 学校行事
運動会、修学旅行、海水浴など行われていた。

## 課外活動

### 運動部
- 野球部
- 柔道部
- 陸上競技部
- テニス部
- 卓球部

### 文化部
- 文芸部
- 英語部
- 数学部
- 音楽部
- 新聞部
- 園芸部
- 自然研究部